# 톈진 조약 (1885년)
톈진 조약(天津條約)은 갑신정변 실패의 결과로 1885년(고종 22년) 4월 18일(음력 3월 4일) 청나라 전권 대신 이홍장과 일본 제국 전권 대신 이토 히로부미가 동북아시아 세력 균형을 위해 맺은 조약이다. 한반도 내 양국 주둔군 철수를 주 내용으로 한다. 어느 한 쪽의 일방적인 우위가 없어 합의에 이르지 못한 사항들이 후일 청일 전쟁의 원인이 됐다.

## 배경
1884년 양력 12월 7일 갑신정변이 3일만에 주한청군의 개입으로 실패하자 일본은 시급히 한성 조약을 맺은 터였다. 더 이상 양국 군대 충돌을 막는 데 가장 쟁점이 되는 사안은 정변 동안 생긴 일본 거류민 사상자들의 피해 보상 문제였다. 책임자 처벌 등 양국의 위신이 걸린 문제가 산적해 있었다.
일본 측은 전권 대사로 이토 히로부미를 임명해 베이징에 파견했다. 청국 측은 톈진에 회담 장소를 마련했다. 청국 대사로는 북양통상대신 이홍장(리훙장)이 테이블에 앉았다.
일본 측은 조선 주둔군 출병이 전적으로 고종의 요청에 의한 것이며, 더욱이 당시 덕수궁에 와있던 다케조에 신이치로 공사와 공사관 호위병력이 원세개 부대의 공격을 받은 것에 대한 사과를 요구하는 한편, 정변 도중 일본 거류민들이 다수 살해되거나 약탈을 당한데에 강한 유감을 표명했다. 즉각 조선 반도에서 양국 군대를 철병하고 책임자에 대한 처벌 역시 요구했다.
청나라 측은 양국 충돌이 일본의 선제 공격으로 시작됐다고 항변했다. 또한 정변의 주모자들인 개화파와 일본이 서로 공모했다는 소문이 있다며 강한 유감을 표명하는 한편 군을 움직인 다케조에 공사 역시 강도높게 비난했다. 또한 일본 거류민 사상자 발생에 대해, 해당 사건은 일본 민간인들이 정변 도중 폭도로 돌변해 일어났으며 이를 진압한 것은 더구나 청나라 군이 아니라 조선군이었다고 책임을 떠넘겼다.
철병에 관해서는 양국이 모두 공감했지만, 재파병에 관해 역시 견해차를 드러냈다. 이토는 제삼국의 침공 등 불가피한 사유가 아니면 양국 모두 재파병이 불가하다고 주장한 반면, 리훙장은 조선 정부의 요청에 한해 청나라는 조선의 종주국으로서 파병할 수 있다고 반박했다. 임오군란과 갑신정변 같은 내란이 발생할 시는 청국은 자동으로 개입할 것이다라고 선을 그었다.
결국 재파병 조건에 대해서는 정하지 않은 채 '일단 양국 군대를 철수시키고 재파병 시에는 서로 통보한다'라는 데 의견일치를 봤다. 다만 이토가 주장했던 양국 주둔군의 영구 철수에 관해서는 거절당했다. 일본 거류민 살상사건에 대한 청국 측의 책임도 인정하지 않았다. 그나마 이토가 집요하게 추궁해, 사건 재조사와 책임자가 있을 경우 그 처벌에 대해서는 약속받았다.
이로서 1885년 4월 18일 양국은 두 전권대사의 합의 하에 톈진 조약을 체결했다.

## 내용
조약의 내용은 아래와 같다.
1. 청과 일본은 조선 반도에서 즉시 철수를 시작해 4개월 안에 철수를 완료한다.
2. 청일 양국은 조선에 대해 군사고문을 파견하지 않는다. 조선은 청일양국이 아닌 제 3국에서 1명 이상 수명의 군인을 초치한다.
3. 장래 조선에 출병할 경우 상호 통지(行文知照)[1] 한다. 파병이 불가피할 경우에도 속히 철수시켜 주둔하지 않는다.

## 평가 및 영향
후일 청일 전쟁 직전까지 상호 통지 단서에 대한 해석에서 양국은 해석의 차이를 보였다. 상호 통지(行文知照) 부분을 청나라 측은 양국 정부가 협상하고 청나라 황제의 추인을 받는 것으로 이해했다. 일본 측은 단순히 '조약 내용을 서로 대조하고 공문으로 확인하는 것'이라는 사전적 의미였다.
조약 내용이 애매했기 때문에 양국은 이후 계속 외교적 분쟁을 겪게 되며 10년 후 청일 전쟁의 도화선이 된다.

## 같이 보기
- 갑신정변
- 청일전쟁

## 참고 자료
- 임오군란과 갑신정변 :사대질서의 변형과 한국 외교사, p265~p281, 김용구 著, 도서출판 원, ISBN 8989443032
- 이 문서에는 다음커뮤니케이션(현 카카오)에서 GFDL 또는 CC-SA 라이선스로 배포한 글로벌 세계대백과사전의 "개화파의 개혁운동" 항목을 기초로 작성된 글이 포함되어 있습니다.